# Haruko Katō
Haruko Katō (加藤 治子, Katō Haruko), née le 24 novembre 1922 et morte le 2 novembre 2015, est une actrice japonaise.

## Biographie
Haruko Katō est née dans le quartier d'Akasaka à Tokyo le 24 novembre 1922,. Après une formation d'actrice, elle est recrutée par la Tōhō en 1939 et commence sa carrière dans Hana tsumi nikki la même année.
Elle épouse le comédien Michio Katō (ja) en 1946, jusqu'à la mort de ce dernier en 1953. Elle se marie ensuite avec l'acteur Masaya Takahashi (ja) en 1958 et divorce en 1973.
Haruko Katō meurt le 2 novembre 2015 dans sa maison à Tokyo, à l'âge de 92 ans.

## Filmographie partielle
- 1939 : Hana tsumi nikki (花つみ日記?) de Tamizō Ishida
- 1968 : Higashi Shinakai (東シナ海?) de Tadahiko Isomi : la mère de Rokurō
- 1984 : Les Enfants de Mac Arthur (瀬戸内少年野球団, Setouchi shōnen yakyūdan?) de Masahiro Shinoda
- 1985 : Sombre crépuscule (花いちもんめ, Hana ichimonme?) de Shun’ya Itō
- 1986 : Gonza le lancier (鑓の権三, Yari no Gonza?) de Masahiro Shinoda : la gouvernante d'Oyuki
- 1995 : Kura (蔵?) de Yasuo Furuhata : Mura Tanouchi
- 2008 : Still Walking (歩いても 歩いても, Aruitemo aruitemo?) de Hirokazu Kore-eda

## Récompenses et distinctions
En 2002, Haruko Katō reçoit l'insigne de l'ordre de la Couronne précieuse.